# ذو الأسنان الضخمة
ذو الأسنان الضخمة (الاسم العلمي: Macrodontia)، جنس حشرات خنفسية أمريكية من فصيلة خنافس طويلة القرون. تتميز بحجمها الكبير، وتمتاز الذكور بفك سفلي كبير.